# Zgrada u Maksima Gorkog 53 u Subotici
Zgrada u Maksima Gorkog 53 u Subotici je zgrada u gradu Subotici koja je spomenik kulture.
Građena je u stilu eklektike.
Projektirao ju je 1893./94. arhitekt János Bobula, ml. iz poznate mađarske arhitektske obitelji (Titus de Bobula, János Bobula, st.). 1898. je poznati subotički arhitekt Tit Mačković završio radove, prilagodivši ga za potrebe Učiteljske škole dovršene iste godine. Među dvama svjetskim ratovima u ovoj se je zgradi nalazio Pravni fakultet. Od 1945. u njoj se nalazi Tehnička škola.
Danas se u ovoj zgradi nalazi Kemijsko-tehnološka škola Lazar Nešić.